# جيمس ليستر (سياسي)
جيمس ليستر (بالإنجليزية: James Lister)‏ هو ضابط جوي وسياسي أسترالي، ولد في 6 أبريل 1976 في أستراليا. حزبياً، نشط في الحزب الوطني الليبرالي في كوينزلاند. في 2017 Queensland state election ‏، انتخب عضو المجلس التشريعي ولاية كوينزلاند عن دائرة Electoral district of Southern Downs ‏ (25 نوفمبر 2017 – ).